# Падерно, Павел Иосифович
Па́вел Ио́сифович Паде́рно (род. 21 апреля 1946) — советский и российский учёный. Доктор технических наук, профессор, заслуженный деятель науки РФ (2004 год). Председатель эргономической ассоциации Санкт-Петербурга, Вице-президент Межрегиональной эргономической ассоциации России. С 2002 заместитель председателя жюри по Программе «СТАРТ» (финансирование инновационных проектов, находящихся на начальной стадии развития) по Северо-Западному федеральному округу, направление — информационные технологии, программирование, телекоммуникационные системы.
П. И. Падерно автор более 180 научных работ (в том числе: 2 монографии, 2 учебника (в соавторстве), 10 учебных пособий, государственные стандарты и др.), среди его учеников 11 кандидатов и 2 доктора наук.

## Биография
Окончил школу № 30 г. Санкт-Петербурга (с математическим уклоном) в 1964 году. После окончания Ленинградского Государственного университета в 1969году, Падерно служил в войсках радиотехнической разведки. В университете специализировался на теории вероятностей и оптимизации.
В 1970году — начал работу в отделе надежности ВНИИ метрологии им. Д. И. Менделеева Госстандарта СССР. Работал в системе Госстандарта. Обучался в заочной аспирантуре факультета прикладной математики и процессов управления.
1978г. — защитил диссертацию на соискание ученой степени кандидата технических наук по специальности техническая кибернетика и теория информации. Перешел на работу в Ленинградский электротехнический институт «ЛЭТИ» (ныне СПбГЭТУ «ЛЭТИ») на должность старшего научного сотрудника. Затем занял должность руководителя межвузовской НИЛ эрготехнических систем при кафедре АСОИУ. В 1980году активно участвовал в создании учебно-исследовательского центра.
1981 год — при активном участии П. И. Падерно, окончательно завершилось становление в СССР научного направления "Эффективность, качество и надежность систем «человек-техника». Происходило развертывание широкого спектра научных исследований в рамках Программ «Авангард». Принял участие в создании Советской эргономической ассоциации. Ассоциация дала возможность эргономистам СССР вести обмен опытом и результатами исследований, как между собой, так и с ведущими иностранными специалистами.
1980—1988 гг.- вел преподавательскую работу на факультете психологии ЛГУ (специальный факультет переподготовки кадров). В 1988 году в издательстве Ленинградского университета (под редакцией Крылова А. А., Суходольского Г. В.) вышел учебник «Эргономика» (240 с.). П. И. Падерно был включен в состав коллектива авторов.
1982 г. — в ЛЭТИ, впервые в СССР, организуется переподготовка специалистов по новому перспективному направлению науки и техники — «Эргономика в автоматизированных системах». П. И. Падерно являлся организатором и ведущим преподавателем данной специальности. В 1982 и 1984 гг. П. И. Падерно и А. И. Губинский подготовили и, впервые в СССР, опубликовали два учебных пособия методически обеспечивающих и поддерживающих курс «Эргономика в автоматизированных системах». («Характеристики человека как звена систем управления» и «Методы эргономической оценки АСУ»)
1983—1984 гг. — возглавлял ряд комплексных НИР по оптимизации человеко-машинных систем различного назначения и автоматизации их исследований. В 1984 году — являлся заместителем научного руководителя комплекса работ по созданию банка эргономических данных при ЛЭТИ. Активно сотрудничал с эргономистами Министерства обороны, Госкомитета по науке и технике (система ВНИИТЭ) по направлению автоматизации решения основных задач эргономического обеспечения и междисциплинарным связям современной эргономической науки. Принимал участие в налаживании связей с эргономистами стран — членов СЭВ.
1980—1996 гг. — занимался научно-методической и организационно-пропагандистской деятельностью в области эргономики. Явился организатором ряда Всесоюзных и международных симпозиумов по "Эффективности, качеству и надежности систем «человек-техника».
1989—1995 гг. — руководил проведением комплекса НИР и ОКР по эргономической оценке и экспертизе конкретных систем, а также по интеллектуальной поддержке принятия решений в сложных организационно-технических системах управления.
1995 г. — П. И. Падерно, совместно с В. Г. Евграфовым, разработали два основополагающих стандарта по организации и проведению эргономической экспертизы морских транспортных средств и средств управления движением.
В 1998 году — защитил докторскую диссертацию. 1999 год — присвоено звание профессора СПбГЭТУ «ЛЭТИ». Является заместителем председателя учебно-методической комиссии Министерства образования и науки РФ по специальности «Эргономика».
П. И. Падерно — признанный специалист в области исследований, разработок и эргономической экспертизы человеко-машинных систем и человекоориентированных технологий; им разработан ряд подходов, методов и методик оценки, проектирования и эксплуатации высокоэффективных человеко-машинных комплексов различного назначения.

## Награды и звания
государственные:
- звание профессора СПбГЭТУ «ЛЭТИ» (1999)
- Заслуженный деятель науки Российской Федерации (2002)
- лауреат премии Правительства РФ в области образования (2006)

общественные и ведомственные:
- медаль «Человеческий фактор» МАПН/МЭА (2004, за научные заслуги)[источник не указан 47 дней]
- академик Международной академии проблем человеческого фактора (2005)
- медаль «Адмирал Горшков»» Министерства обороны РФ  (2008, за научные заслуги)
- Золотая медаль «Роза Мира», Институт культуры мира (Юнеско) (2013, в номинации «Подвижник науки»)
- Орден «Творец эпохи», Институт культуры мира (Юнеско) (2015, в номинации «Подвижник науки»)